# 白石正明
白石 正明（しらいし まさあき、1876年6月1日 - 1954年6月14日）は、日本の政治家。衆議院議員（1期）。

## 経歴
東京都出身。1901年東京法学院卒。東北鉱業会理事、福島県地下資源開発研究所所長、武蔵野食品科学研究所、白石鉱業各(株)社長、福島自家用自動車協会会長となる。
1947年の第23回衆議院議員総選挙において福島2区から日本民主党公認で立候補して落選。1949年の第24回衆議院議員総選挙でも落選。1952年の第25回衆議院議員総選挙では自由党公認で立候補して当選した。衆議院議員は1期務め、1953年の第26回衆議院議員総選挙には立候補しなかった。